# David Lund (psykolog)

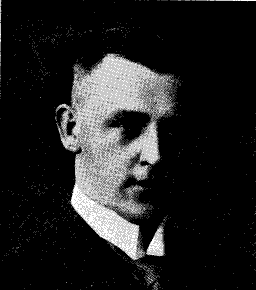
David Lund

Johan David Lund, född 9 september 1885 i Viby socken, Örebro län, död 5 juli 1924 i Södertälje, var en svensk psykolog, pionjär inom svensk socialpsykologi.
Efter mogenhetsexamen i Örebro 1905 studerade Lund i Uppsala där han blev filosofie kandidat 1909, filosofie licentiat 1911 samt filosofie doktor och docent 1918. År 1910 hade han även avlagt folkskollärarexamen. Han var verksam på uppfostringsanstalten Hall, där han 1909 blev förste lärare och efterträdde 1916 Fredrik Fant som direktör. Lund innehade denna befattning till 1921, varefter han efterträddes av Olof Sundin.
Vid Uppsala universitet tjänstgjorde han 1918-21 som docent i pedagogik och från 1920 som t.f. lärare och examinator i psykologi och pedagogik vid Stockholms högskola. År 1921 blev han byrådirektör i Fångvårdsstyrelsen och inspektor för fortsättningsskolorna i Stockholm. Han deltog i flera statliga utredningar och var bl.a. ledamot av den s.k. ungdomsbrottslighetskommittén och av landstingens centralkommitté för skyddshemsfrågans lösning.
Av hans övriga uppdrag kan nämnas att han 1918 var sakkunnig i fattigvårdslagstiftningskommissionen, 1921 av regeringen utsedd delegat vid Vårdkongressen i Bryssel, 1921-24 var ordförande i styrelsen för Stockholms stads skyddshem vid Skrubba samt 1922-24 sekreterare i Svenska förbundet för skyddsuppfostran. Han var även verksam politiskt, bland annat som ordförande i Östertälje kommunalstämma.

## Avhandlingen om kriminella ungdomar
Lund gjorde en kartläggning av samtliga brottsliga och "vanartade" barn och ungdomar som fanns intagna på landets skyddshem mellan 1903 och 1914. Han konstaterade att en avsevärd andel av de minderåriga på skyddshemmen hade haft en ogynnsam uppväxtmiljö i socialt, ekonomiskt och moraliskt hänseende. Lund menade att uppväxtmiljön hade stor betydelse för uppkomsten av vanart och brottslighet hos unga. Den faktor som var avgörande för risken att bli vanartad var emellertid den ekonomiska situationen vilket innebar att de fattigas barn var den största riskgruppen. Han använde sig även av rasbiologiska metoder, och refererade bl.a. till Herman Lundborg i sina analyser.
Avhandlingen var den första mer utförliga kartläggningen av skyddshemsklientelet. Den var också ett uttryck för att man började söka empiriskt efter orsakerna till ungdomsbrottsligheten och inte som tidigare spekulera i vad de kunde vara. Totalt rörde Lunds kartläggning 106 flickor och 743 pojkar samt 175 svårt vanartade pojkar som var intagna på specialanstalten Hall. Lund jämförde dessa båda grupper med varandra samt med 815 välartade barn i motsvarande ålder, uppväxtmiljö och socialt skick. 
Lund visar i sina texter att han såg dessa pojkar som en särskild människoart, oemottaglig för uppfostran. De vanartiga var belastade med vissa konstanta egenskaper, och åtminstone en tredjedel av dem var "mindervärdiga", "ett undermåligt material [som] våra skyddsanstalter har att arbeta med". På detta sätt skilde han sig kvalitativt från 1800-talets pedagoger och fängelsefolk, som såg de vanartiga som uppfostringsbara (Bjurman, 1995).